# Платэ, Николай Альфредович
Никола́й Альфре́дович Платэ́ (4 ноября 1934, Москва — 16 марта 2007, Москва) — советский и российский химик, специалист по полимерам. Академик АН СССР (1987), главный учёный секретарь РАН (1996—2001). Директор Института нефтехимического синтеза им. А. В. Топчиева. 

## Биография
Внук (по матери) выдающегося русского химика академика Н. Д. Зелинского и сын профессора МГУ А. Ф. Платэ. Мать — художница Раиса Николаевна Зелинская-Платэ.
Академик Николай Платэ был одним из выдающихся представителей российской полимерной науки, учеником академика В. А. Каргина и один из первых выпускников кафедры высокомолекулярных соединений Московского государственного университета им. М. В. Ломоносова (наряду с академиками В. А. Кабановым и Н. Ф. Бакеевым).
Был крупным организатором науки и одним из руководителей Российской академии наук.
Создал количественную теорию реакционной способности функциональных групп макромолекул как научной основы модификации полимерных материалов, открыл термотропные жидко-кристаллические полимеры с мезогенными группами, что привело к созданию нового поколения жидко-кристаллических полимеров и композитных материалов для оптики, электроники и других отраслей высоких технологий. Среди его научных открытий создание оригинального направления в области полимерных материалов медико-биологического назначения — селективных сорбентов для детоксикации организма человека, а также биосовместимых полимерных материалов для протезов, органов и тканей.
Под руководством Платэ удалось решить принципиально важную проблему создания новой безынъекционной лекарственной формы инсулина для лечения диабета, успешно прошедшую клинические испытания.
В качестве члена государственной комиссии РФ по химическому разоружению и члена Бюро Совета безопасности РФ Платэ являлся одним из разработчиков доктрины химической и биологической безопасности страны, утвержденной президентом РФ, и принимал активное участие в реализации программы уничтожения химического оружия.
Был одним из авторов и координаторов работ по использованию оригинальной ракетной технологии и дизельных двигателей для уничтожения токсичных химических веществ, включая химическое оружие, и для химической переработки природного газа в экологически безопасные виды топлива.
Похоронен на Новодевичьем кладбище в Москве рядом с матерью.
Дружил с С. П. Капицей. 

## Семья
Первая жена, Наталья Васильевна Шахова (ум. 1999); дети: Алексей (1959—2020), Екатерина (род. 1972). Вторая жена, Ольга Николаевна Эмануэль, дочь академика Н. М. Эмануэля.

## Звания и должности
- Вице-президент Российской академиинаук c 14.11.2001 по 16.03.2007[4]
- Член-корреспондент АН СССР c 26.11.1974[4], академик c 23.12.1987[4]
- Член Бюро Отделения химии и наук о материалов РАН
- Директор Института нефтехимического синтеза им. А. В. Топчиева РАН
- Председатель Объединённого научного совета по химии нефти, газа и твердого топлива
- Главный редактор журнала «Высокомолекулярные соединения»
- Главный редактор «Вестника Российской академии наук»
- Председатель Научно-издательского совета РАН
- Член Президиума Российского Пагуошского комитета при Президиуме РАН
- Член Academia Europaea.

## Основные работы
- Макромолекулярные реакции. М., 1977 (в соавт.);
- Гребнеобразные полимеры и жидкие кристаллы. М., 1980 (совм. с В. П. Шибаевым);
- Физиологически активные полимеры. М., 1986 (совм. с А. Е. Васильевым).

## Награды
За достижения в области науки был удостоен различных наград:
- Орден «За заслуги перед Отечеством» II степени (3 мая 2005) — за выдающийся вклад в развитие отечественной науки и подготовку высококвалифицированных научных кадров[5]
- Орден «За заслуги перед Отечеством» III степени (4 июня 1999) — за большой вклад в развитие отечественной науки, подготовку высококвалифицированных кадров и в связи с 275-летием Российской академии наук[6]
- Орден «За заслуги перед Отечеством» IV степени (10 апреля 1995) — за заслуги перед государством, успехи, достигнутые в труде, науке, культуре, искусстве, большой вклад в укрепление дружбы и сотрудничества между народами[7]
- Орден Дружбы народов
- Орден «Знак Почёта»
- Командор ордена Заслуг перед Республикой Польша (9 октября 2001)[8]
- Орден Почётного легиона (Франция)
- Медаль «За заслуги в области изобретательства» (Бельгия)
- Премия имени В. А. Каргина (1981) — за цикл работ на тему «Исследование в области химических превращений макромолекул»
- Государственная премия СССР (за 1985 год, в составе группы) — за цикл работ «Физическая химия синтетических жидкокристаллических полимеров» (1968—1983)
- Премия имени С. В. Лебедева (за 1995 год, совместно с Р. В. Тальрозе, В. Г. Куличихиным) — за цикл работ «Новые мезофазные полимеры и композиции на их основе»
- Государственная премия Российской Федерации 2002 года в области науки и техники (13 декабря 2003)[9]
- Почётная грамота Кабинета Министров Украины (3 ноября 2004) — за весомый личный вклад в создание высоких технологий, многолетнее творческое сотрудничество с украинскими учёными[10]
- Золотая медаль им. В. И. Вернадского НАН Украины (2005)
- Почётный доктор СПбГУП с 2005 года